# NGC 2571
NGC 2571 (również OCL 701 lub ESO 431-SC5) – gromada otwarta znajdująca się w gwiazdozbiorze Rufy. Odkrył ją William Herschel 3 marca 1793 roku. Jest położona w odległości ok. 4,4 tys. lat świetlnych od Słońca.